# Palazzo delle Assicurazioni Generali (Gerusalemme)
Il Palazzo delle Assicurazioni Generali è un edificio storico della città di Gerusalemme in Israele.

## Storia
Il palazzo è uno dei tre edifici commerciali eretti all'estremità orientale della Jaffa Road negli anni 1930. Gli altri, costruiti dai britannici, sono la Anglo-Palestine Bank (oggi la Bank Leumi) e il Palazzo delle Poste Centrali.
Nel 1931 Assicurazioni Generali, che in quell'anno celebrava il suo centenario dalla sua fondazione a Trieste nel 1831, decise di aprire una filiale a Gerusalemme. Acquistò quindi da funzionari del Mandato britannico della Palestina il lotto nel centro di Gerusalemme dove sarebbe sorto il palazzo, e che fino ad allora era stato utilizzato come parcheggio per autobus. Generali commissionò dunque la progettazione dell'edificio della nuova filiale all'architetto Richard Kauffmann, già progettista di alcune comunità giardino nei dintorni di Gerusalemme quali Rehavia, Beit Hakerem e Talpiyot. Kaufmann presentò un progetto di un edificio di sette piani in stile International Style, comprendente un angolo arrotondato e linee sospese. I dirigenti dell'azienda italiana bocciarono il progetto di Kaufmann e si rivolsero allora all'architetto italiano Marcello Piacentini, capo architetto del regime fascista. Piacentini presentò il progetto di un edificio di pianta triangolare che combinava elementi neoclassici e moderni dall'aspetto sommesso e non eccessivo, tipico delle architetture fasciste degli anni 1930. Il progetto di Piacentini venne accettato e l'azienda di costruzioni De Farro venne ingaggiata per iniziare le opere di costruzione nel 1934.
L'edificio venne completato nel 1935. Generali occupò allora il piano principale del palazzo tra il 1935 e il 1946. Gli spazi commerciali ai piani superiori e al livello della strada vennero invece affittati a imprese private.

## Descrizione
Il palazzo occupa un lotto d'angolo nel centro della città di Gerusalemme. L'edificio presenta uno stile razionalista.

## Galleria d'immagini

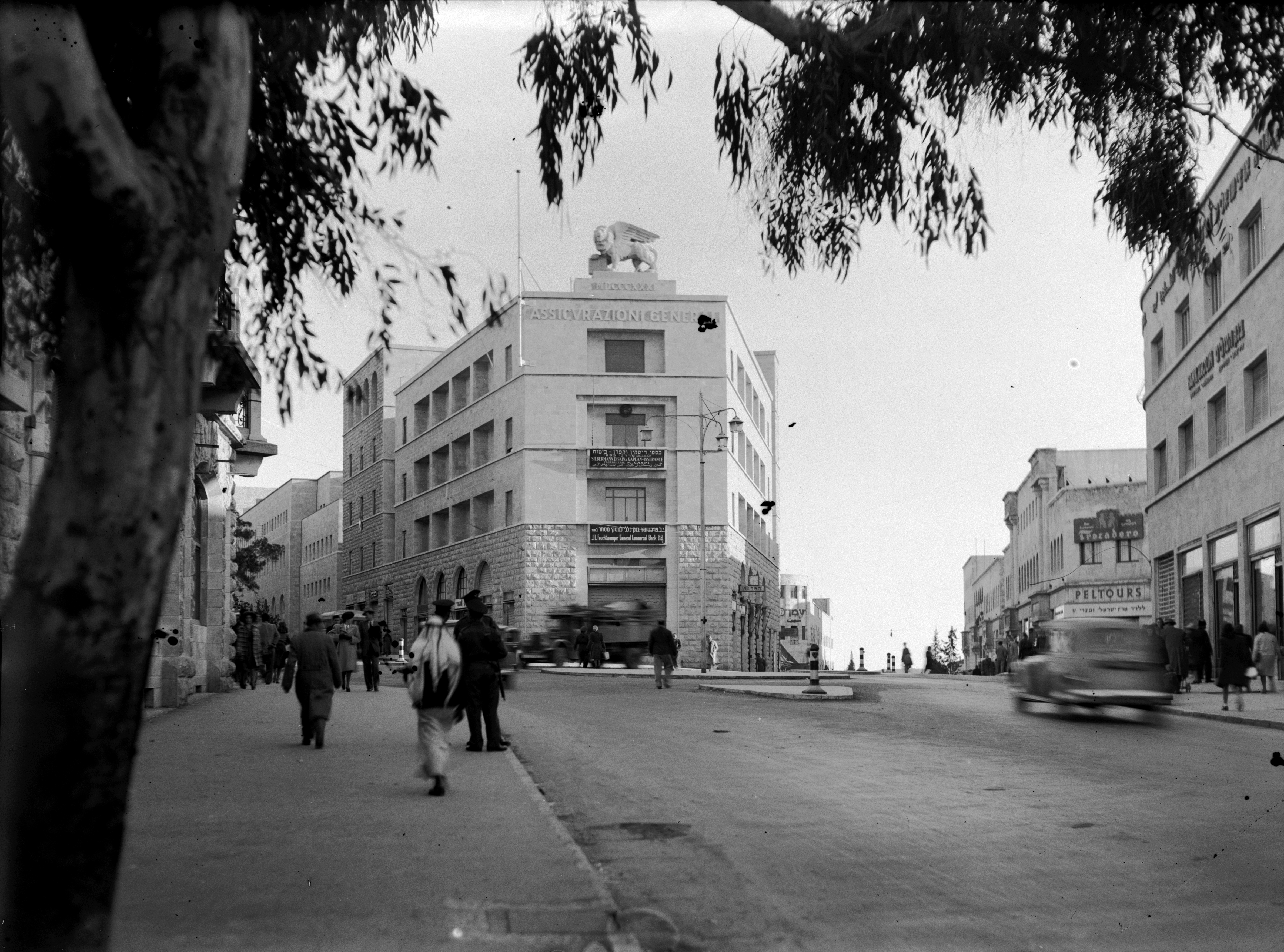
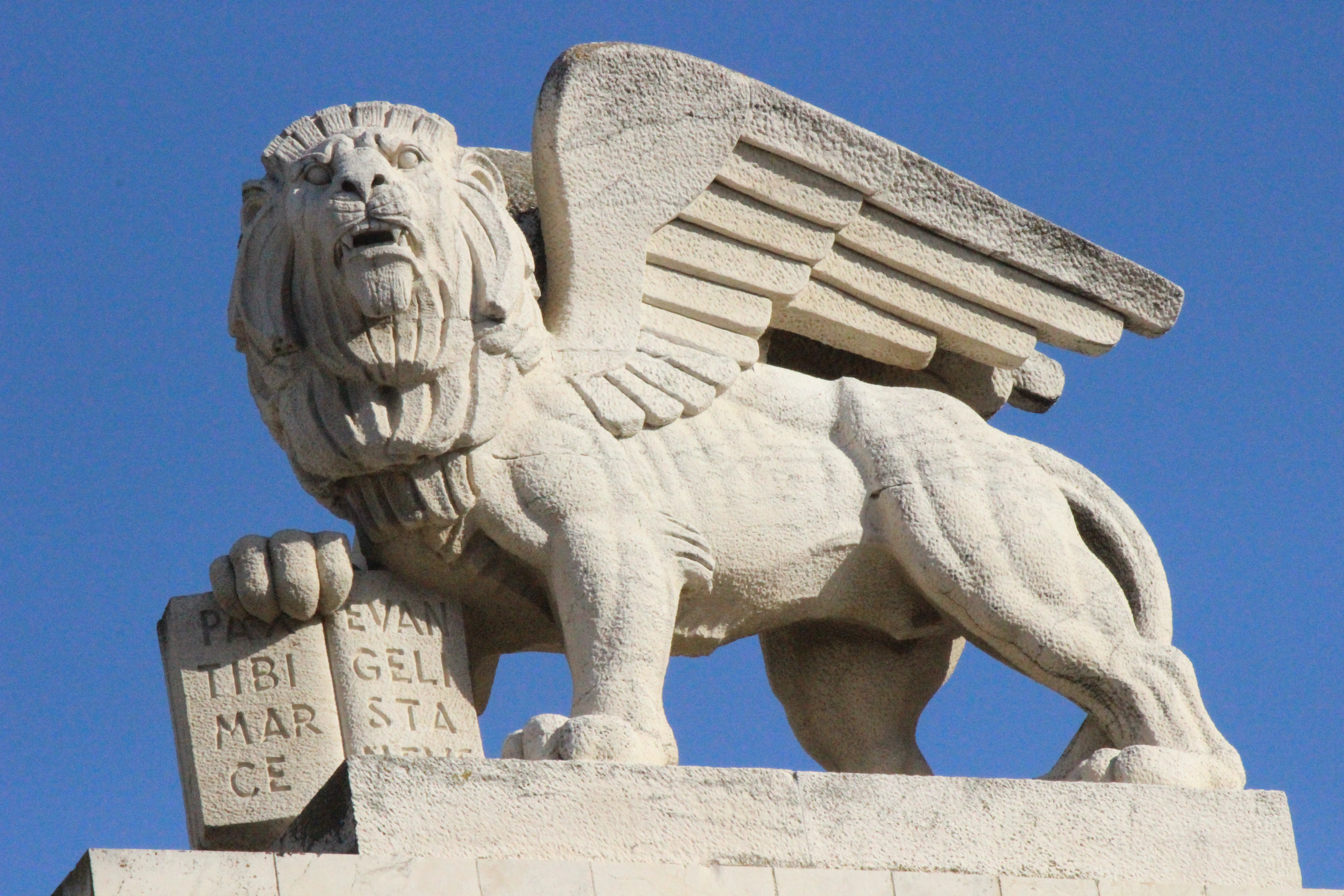
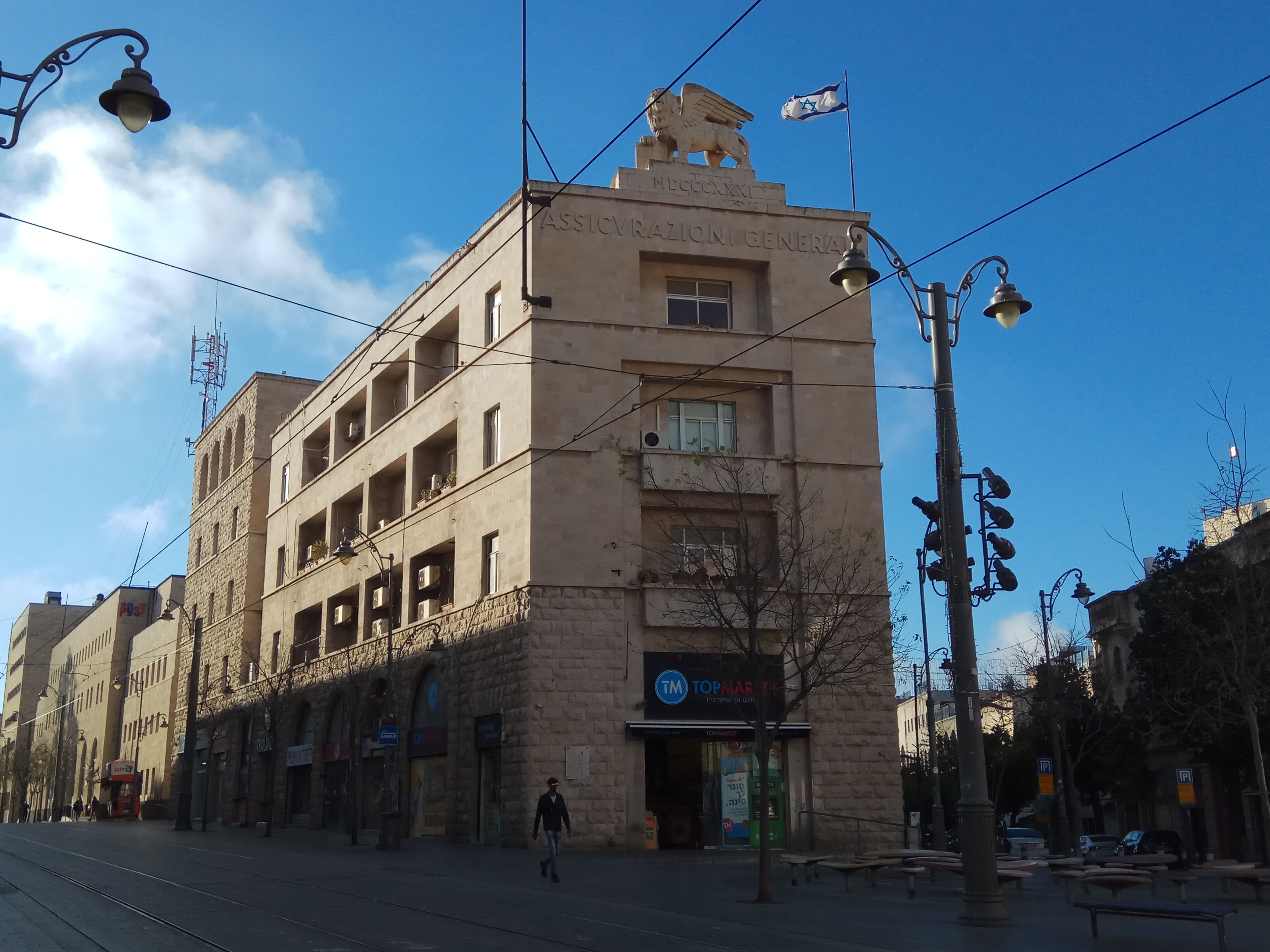